# In Waves
In Waves – piąty studyjny album amerykańskiej grupy muzycznej Trivium. Został wydany 2 sierpnia 2011 roku przez wytwórnię Roadrunner.

## Lista utworów
1. „Capsizing the Sea” – 1:30
2. ”In Waves” – 5:02
3. ”Inception of the End” – 3:48
4. „Dusk Dismantled” – 3:47
5. „Watch the World Burn” – 4:53
6. „Black” – 3:27
7. „A Skyline's Severance” – 4:52
8. „Built to Fall” – 3:08
9. „Caustic Are the Ties That Bind” – 5:34
10. „Forsake Not the Dream” – 5:20
11. „Chaos Reigns” – 4:07
12. „Of All These Yesterdays” – 4:21
13. „Leaving This World Behind” – 1:32

### Edycja specjalna
Bonusowe utwory wyróżniono pogrubioną czcionką.
1. „Capsizing the Sea” – 1:30
2. ”In Waves” – 5:02
3. ”Inception of the End” – 3:48
4. „Dusk Dismantled” – 3:47
5. „Watch the World Burn” – 4:53
6. „Black” – 3:27
7. „A Skyline's Severance” – 4:52
8. ”Ensnare the Sun” – 1:22
9. „Built to Fall” – 3:08
10. „Caustic Are the Ties That Bind” – 5:34
11. „Forsake Not the Dream” – 5:20
12. ”Drowning in Slow Motion” – 4:29
13. „A Grey So Dark” – 2:41
14. „Chaos Reigns” – 4:07
15. „Of All These Yesterdays” – 4:21
16. „Leaving This World Behind” – 1:32
17. „Shattering the Skies Above” – 4:45
18. „Slave New World” (cover Sepultury; Max Cavalera, Igor Cavalera, Andreas Kisser, Paulo Jr., Evan Seinfeld) – 2:58

### Wideografia
1. „Shattering the Skies Above” – Ramon Boutviseth, 2010
2. „Built to Fall” – Ramon Boutviseth, 2011
3. „In Waves” – Ramon Boutviseth, 2011